# Andriej Ałpatow
Andriej Dmitrijewicz Ałpatow, ros. Андрей Дмитриевич Алпатов (ur. 28 lutego 1896 w Moskwie, zm. 2 stycznia 1969 w Montrealu) – rosyjski wojskowy (porucznik), działacz emigracyjny, żołnierz Rosyjskiego Korpusu Ochronnego podczas II wojny światowej
Ukończył szkołę kawaleryjską w Twerze. Brał udział w I wojnie światowej. Służył w Pułku Ułańskim. Doszedł do stopnia porucznika. W 1918 wstąpił do nowo sformowanych wojsk Białych gen. Antona I. Denikina. W listopadzie 1920 wraz z pozostałymi wojskowymi został ewakuowany z Krymu do Gallipoli. Na emigracji zamieszkał w Bułgarii. Zajmował się renowacją mebli. Następnie został fotografem. Po zajęciu Jugosławii przez wojska niemieckie w kwietniu 1941, wstąpił do nowo formowanego Rosyjskiego Korpusu Ochronnego. Podczas walk dostał się do niewoli radzieckiej. Po procesie skazano go na karę wieloletnich łagrów. Po wypuszczeniu na wolność wyjechał do Francji. W 1951 wyemigrował do Kanady. Prowadził sprzedaż książek. Jednocześnie organizował wieczorki kulturalne dla emigracji rosyjskiej. Był sekretarzem Rosyjskiego Ruchu Ludowo-Monarchicznego. Był kanadyjskim przedstawicielem pisma „Nasza strana”, wychodzącego w Buenos Aires.